# Fažana
Fažana (olaszul: Fasana) falu és község Horvátországban, Isztria megyében. Közigazgatásilag Valbandon tartozik hozzá.

## Fekvése
Az Isztriai-félsziget délnyugati részén, Pólától 8 km-re északnyugatra, a tengerparton fekszik. Megközelíthető közúton Póla és Vodnjan felől. A tenger felől jól védett, de nincs természetes kikötője. Mesterségesen épített kikötőjét védőgát zárja le. Az utóbbi időkben elsősorban a Brioni-szigetek ellátó központjaként fejlődött. A kiemelt fontosságú szigetekre innen vezették át vízvezetéket, az áramot és a telefont is. Itt van a Brioni Nemzeti Park igazgatóságának központja és a szigetre vezető hajójáratok kiindulópontja.

## Története
Fažana neve a régi „Phasiana” illetve „Vasianum” elnevezésből származik. A név eredete nem tisztázott, gyakran a mezei madárral a fácánnal, illetve a fazekassággal hozzák kapcsolatba. Utóbbit erősíti, hogy az ókorban fontos amforakészítő üzem működött ezen a területen, mely 64-ben Caius Lecanius Bassus római konzul birtokaihoz tartozott. Fažana mellett vezetett a Pólából kiinduló fontos hadi és kereskedelmi út a Via Flavia, amelyen az Adria északi részére szállították az árukat és a postát. A késő ókorban Fažana a Szent Apollinaris birtokhoz tartozott. Továbbra is említik az amforagyártást, de ekkor már jelentősebb volt az olívaolaj és a bortermelés. A kora középkorban a ravennai érsek birtoka volt. A település első említése 1150-ben a császár által a 11. században a pólai püspöknek adományozott régi plébániaként történt. 1197-ben „Wasana” néven szerepel a ravennai érsek és a III. Engerbert görzi gróf közötti birtokvitában. A következő századokban a település különböző grófok, a Giroldi család, majd az aquileiai pátriárka, a Sergi család, végül egy Jonatasi nevű pólai nemes birtoka volt. A 13. század végén velencei fennhatóság alá került. A velencei uralom évszázadai is jelentős nyomokat hagytak a település arculatán. A fažanai vizeken ütközött meg 1379-ben a velencei és a genovai hadiflotta. A csatában mintegy 250 hadihajó vett részt és a velenceiek vereségével végződött, ennek ellenére a település velencei kézen maradt. Az 1615 és 1618 között zajlott uszkók háborúban fontos stratégiai pont és hadikikötő volt, melyen keresztül a velenceiek a szárazföldi sereg ellátását biztosították. A közeli Vodnjan városa is Fažanán keresztül bonyolította tengeri kereskedelmét. A 17. század nagy járványait követően a település elveszítette korábbi jelentőségét és kis halászfaluvá zsugorodott. Ezt követően a török elől menekülő dalmáciai horvátokkal telepítették be a velencei hatóságok. A Velencei Köztársaság bukása után 1797-ben előbb osztrák, majd rövid francia uralom következett. 1813-tól újra osztrák uralom maradt és 1825 és 1860 között az Isztriai Tartomány része volt, amely az 1861. február 26-án kibocsátott császári pátenssel önálló őrgrófsági státuszt kapott saját országgyűléssel. Az osztrák uralom idején épült ki a pólai hajóépítő üzem és az arzenál. Póla lett a császári és királyi hadiflotta fő bázisa, innen indultak a hajók szerte a világba. A Fažanai csatornán át futott ki az osztrák hadiflotta 1866-ban Wilhelm von Tegetthoff parancsnoksága alatt Vis szigete felé, ahol július 20-án a Visi csatában döntő győzelmet aratott a jóval erősebb olasz hadiflotta felett.
Fažanának 1857-ben 413, 1910-ben 1452 lakosa volt. Az első világháború következményei nagy politikai változásokat hoztak az Isztrián. 1920-tól 1943-ig az Isztriával együtt olasz uralom alá tartozott. Az olasz kapitulációt (1943. szeptember 8.) követően az Isztria német megszállás alá került, mely 1945-ig tartott. A háborút hosszas diplomáciai harc követte Jugoszlávia és Olaszország között az Isztria birtoklásáért. Az 1947-es párizsi békekonferencia Jugoszláviának ítélte, melynek következtében az olasz anyanyelvű lakosság Olaszországba menekült. Fažana jelentősége a 20. század második felében nőtt meg újra, amikor a brioni Tito-rezidencia fő ellátó központja lett. Emiatt azonban biztonsági okokból a turizmus elől el volt zárva. Területén elsősorban katonai, rendőri, pártintézmények nyaralói és gyermeküdülők voltak. Ebben az időszakban Fažana gyorsan terjeszkedett, főként a Bionin dolgozó emberek számának növekedése miatt nőtt a lakosság száma. Josip Broz Tito halála után az 1980-as évektől Brioni is megnyílt a turizmus számára, mely a fejlődésnek újabb lendületet adott. 1991 óta a független Horvátországhoz tartozik. A településen óvoda, iskola, orvosi rendelők, bank, posta stb. működik. 2011-ben a falunak 2021, a községnek összesen 3569 lakosa volt. Lakói főként a közeli Pólára járnak dolgozni a turizmus és a vendéglátás területén, de sokan foglalkoznak mezőgazdasággal (szőlő- és olajbogyó termesztés) és halászattal is. Az ipari tevékenység az 1990-es években nagyrészt megszűnt. Fažanán ma már csak világítóüveggyártó, halfeldolgozó és egy italokat előállító üzem (Badel) működik. Fažana azon hat nyugat-isztriai település egyike, ahol az idősebbek közül néhányan még ma is beszélik az isztroromán nyelvet.

## Lakosság
| Lakosság változása | Lakosság változása | Lakosság változása | Lakosság változása | Lakosság változása | Lakosság változása | Lakosság változása | Lakosság változása | Lakosság változása | Lakosság változása | Lakosság változása | Lakosság változása | Lakosság változása | Lakosság változása | Lakosság változása | Lakosság változása |
| ------------------ | ------------------ | ------------------ | ------------------ | ------------------ | ------------------ | ------------------ | ------------------ | ------------------ | ------------------ | ------------------ | ------------------ | ------------------ | ------------------ | ------------------ | ------------------ |
| 1857               | 1869               | 1880               | 1890               | 1900               | 1910               | 1921               | 1931               | 1948               | 1953               | 1961               | 1971               | 1981               | 1991               | 2001               | 2011               |
| 413                | 508                | 525                | 637                | 994                | 1452               | 1410               | 1408               | 799                | 765                | 1271               | 1538               | 1879               | 2716               | 3050               | 2021               |

## Nevezetességei
- Szent Kozma és Damján vértanúk tiszteletére szentelt temploma az egész Isztria legalacsonyabban fekvő szakrális épülete. Tengerszint feletti magassága mindössze egy méter. Az egyhajós, kőből épített templom a település központjában a tengerparton áll. Különálló harangtornya 27 méter magas. Az egyhajós templom a 15. század végén épült gótikus stílusban. Az eredeti templomból megmaradt a lunettás kapuzat, a lunettában a két védőszent ábrázolásával. A templomnak öt oltára van, melyek a Rózsafüzér királynője, Szent Kozma és Damján vértanúk, Szent András és Szent Margit, Krisztus feltámadása, valamint a Szent Kereszt tiszteletére vannak szentelve. Az oltárképeket velencei mesterek festették a 16. és a 17. század fordulóján. A sekrestyében ismeretlen friuli mester 16. századi a feszületet, Fažana védőszentjeit és más szenteket ábrázoló freskói találhatók. A falon Z. Ventura 1598-ban vászonra festett „Utolsó vacsora” festménye látható. Orgonáját 1858-ban építették. A középkori oltárok már nem állnak, de az újrafestett hiányok arra engednek következtetni, hogy az eredeti padlószint a maitól egy méterrel lejjebb volt, vagyis éppen a mai tengerszinten.[2]
- Fažana régi részének a szélén áll a 14. században épített egyhajós Kármelhegyi boldogasszony templom, homlokzata előtt 17. századi loggiás előcsarnokkal. Belül fennmaradt az eredeti gótikus falfestés jelentős része.[5]
- A temetőben áll a 16. században épített Szent János templom, a 20. században teljesen megújították.
- A településtől északkeletre egy Szent Elizeus tiszteletére szentelt 6. századi félköríves aspszisú templomocska áll.[6] A templomot egy késő ókori nyári villa maradványain építették. Érdekessége az áttört kőablak.
- A mára már elpusztult Szent Lőrinc templom kora keresztény román és gótikus stílusú faragott köveit a pólai régészeti múzeumban őrzik.

## Galéria
- Fažana központja
- A plébániatemplom esti kivilágításban
- Fažana – Villa San Lorenzo
- A Kármelhegyi Boldogasszony templom
- Fažanai utca
- Fažana látkápe
- Tengerparti részlet
- Fažana kikötője
- A brioni hajójárat érkezése